# Maria Arkadievna Stolypina
María Arkádievna Stolýpina fue una noble rusa y dama de honor en la corte del zar Nicolás I de Rusia sirviendo a la Gran Duquesa Alejandra Nikoláyevna Románova. Su abuelo materno fue el almirante ruso Nikolái Semiónovich Mordvínov y la inglesa Henrietta Coble. Su segundo esposo fue el Príncipe Pável Petróvich Viázemski, destacado escritor ruso del siglo XIX. 

## Biografía
Maria fue la primogénita del matrimonio conformado por el escritor decembrista Arkadi Alekséievich Stolypin (1778-1825) y la condesa Vera Nikoláievna Mordvínova (1790-1834). Por línea materna era nieta del almirante ruso Nikolái Semiónovich Mordvínov (1754-1845) y su esposa Henrietta Coble (1764-1843).

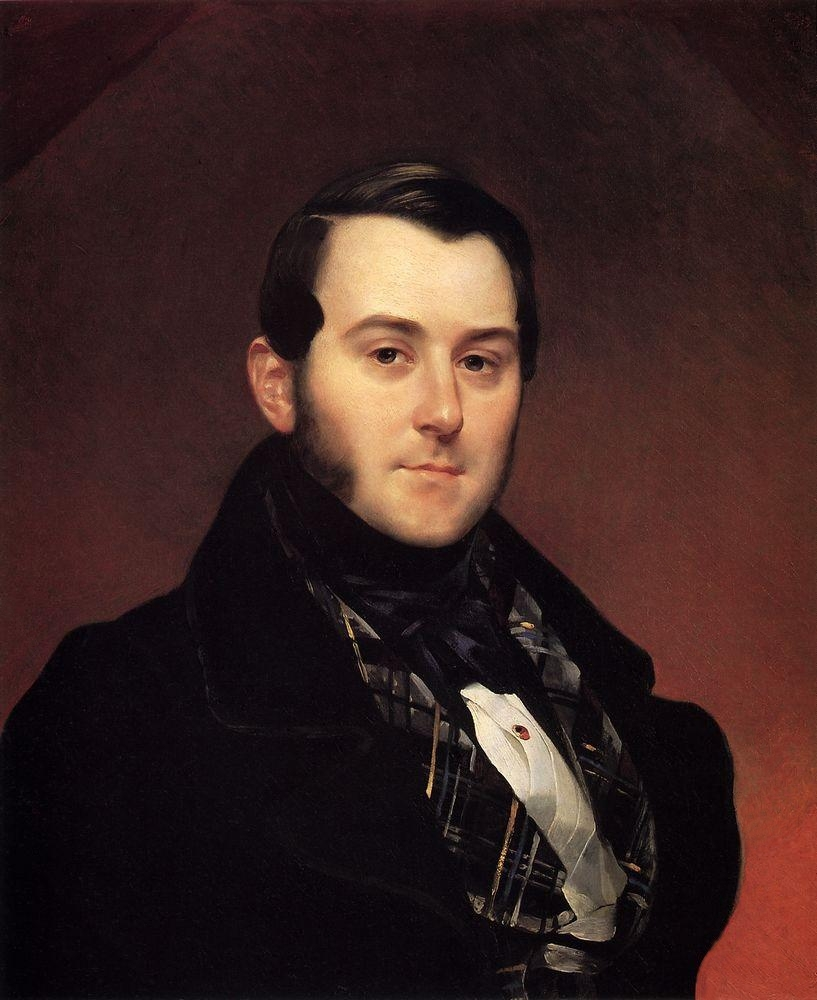
Iván Aleksándrovich Beck

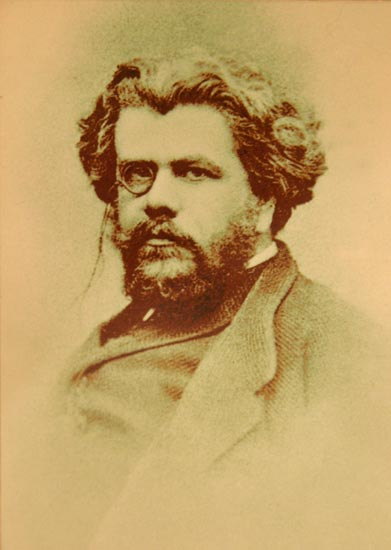
Príncipe Pável Petróvich Viázemski

Maria quedó huérfana de padre a los 6 años y de madre a los 14, por lo que ella y sus seis hermanos quedaron al cuidado de una tía materna. La educación de los hermanos fue supervisada por su abuelo materno que procuró recibieran una instrucción esmerada para la época. Desde pequeña estuvo rodeada por intelectuales amigos de su padre y su abuelo como Wilhelm Küchelbecker, Aleksandr Griboyédov, Kondrati Ryléyev y Mijaíl Speranski.
Desde pequeña Maria fue admirada por su gran belleza y altura, tuvo varios pretendientes de las más destacadas y ricas familias rusas de la época, e incluso la atención del mismo zar Nicolás I de Rusia que logró que Maria ingresara a la corte como dama de honor de su hija Alejandra. Por temor ante la gran cantidad de pretendientes, su abuelo decidió entregar su mano en matrimonio al poeta y diplomático ruso Iván Aleksándrovich Beck (1807-1842) perteneciente a una rica familia de terratenientes. El matrimonio se llevó a cabo en 1837, su esposo había servido consejero de la corte y diplomático en Alemania y los Países Bajos. De esta unión nacieron dos hijas: Maria (1839-1866) y Vera (1841-1912). 
El primer matrimonio de Maria no fue feliz, su esposo enfermó al poco tiempo de casados y murió en 1842 dejando a Maria viuda con tan solo 23 años y dos hijas que cuidar. Maria recibió una importante herencia que disfrutó en una agitada vida social criticada por su familia política. 
En 1847, Maria y sus hijas emprendieron un viaje a Constantinopla para visitar a su hermana Vera casada con príncipe David Fiódorovich Golitsyn que servía en aquella ciudad como diplomático en una misión política. Maria fue elogiada por todos los miembros de la misión rusa que se encontraba en aquella ciudad, su elegancia e inteligencia llamaron la atención del príncipe y escritor Pável Petróvich Viázemski, hijo del célebre poeta romántico Piotr Andréievich Viázemski.
Maria y Pável se casaron el 17 de octubre de 1848 en Constantinopla. La familia se instaló en aquella ciudad donde nacieron sus hijos Ekaterina (1849-1929), Aleksandra (1851-1929) y Piotr (1854-1931). En 1857 la familia regresó a San Petersburgo, Pável asumió como consejero en la corte de Alejandro II y Maria fue nombrada dama de honor de la zarina María Aleksándrovna.
Maria siguió viajando por la labor diplomática de su esposo, quedó viuda en 1888 y falleció un año más tarde en 1889 de un ataque al corazón en Tiflis, fue enterrada en San Petersburgo. 

## Descendencia
De su primer matrimonio con Iván Aleksándrovich Beck nacieron dos hijas:
- Maria Ivánovna Beck (1839-1866), casada con el Conde Aleksandr Nikoláievich Lamsdorf
- Vera Ivánovna Beck (1841-1912), casada con el Príncipe Dmitri Serguéievich Gorchakov

De su segundo matrimonio con Pável Petróvich Viázemski nacieron tres hijos:
- Ekaterina Pávlovna Viázemskaia (1849-1929), casada con el Conde Serguéi Dmítrievich Sheremétev
- Aleksandra Pávlovna Viázemskaia (1851-1929), casada con el político ruso Dmitri Serguéyevich Sipiaguin
- Piotr Pávlovich Viázemski (1854-1931), coronel y destacado oficial en la Guerra ruso-turca